# Hogna chickeringi
Hogna chickeringi là một loài nhện trong họ Lycosidae.
Loài này thuộc chi Hogna. Hogna chickeringi được Ralph Vary Chamberlin & Wilton Ivie miêu tả năm 1936.